# 国鉄タ1400形貨車
国鉄タ1400形貨車（こくてつタ1400がたかしゃ）は、かつて日本国有鉄道（国鉄）およびその前身である鉄道省等に在籍した私有貨車（タンク車）である。
本形式と同じ専用種別であるタ1370形についても本項目で解説する。

## タ1400形
タ1400形は、1928年（昭和3年）5月の車両称号規程改正により、1925年（大正14年）6月19日新潟鉄工所にて製造されたリ2500形 （リ2500→タ1400）を改番し誕生した形式である。
13 t 積み希硫酸専用とされ、本形式の他に希硫酸（及びリン酸）を専用種別とする形式は、タ1370形（3両、後述）、タ1900形（4両）、タム3500形（6両）、タラ300形（13両）、タサ400形（14両）、タサ2100形（1両）、タキ1450形（1両）、タキ1700形（31両）、タキ4700形（3両）、タキ4750形（6両）、タキ7600形（2両）、タキ19700形（6両）の12形式がある。
称号規程改正後約9年程は1形式1両であったが1937年（昭和12年）にタム300形より2両の専用種別変更（濃硫酸→希硫酸）が行われ本形式へ編入された。
所有者は、大日本人造肥料（現・日産化学）（タ1400）、旭ベンベルグ（現・旭化成）（タ1401、タ1402）でありその常備駅は、高山本線の速星駅、鹿児島本線（現・肥薩おれんじ鉄道線）の水俣駅であった。
種車形式が2形式に分かれるため外観は大きく異なっておりタ1400は箱型のタンク体を有していた。これは積荷からの腐食を避けるためタンク内面を鉛板張りにする作業を容易にするためであった。1933年（昭和8年）に箱型タンクは円筒形タンク（内面ゴムライニング）へ更新された。
車体色は黒色。寸法関係は一例（タ1400）として全長は5,538 mm、全高は3,277 mm、軸距は2,743 mm、実容積は8.7 m3、自重は11.3 t、換算両数は積車2.4、空車1.2、走り装置はシュー式の二軸車で、最高運転速度は65 km/h であった。
1967年（昭和42年）4月17日に最後まで在籍した1両（タ1402）が廃車となり、同時に形式消滅となった。

## タ1370形
タ1370形は、希硫酸輸送用として1928年（昭和3年）11月8日に2両（タ1370 - タ1371）が三池製作所にて製造された12 t 積の私有貨車である。
新製より約24年後の1952年（昭和27年）3月14日に2両とも専用種別変更改造（希硫酸→濃硫酸）を行い形式はタム400形（タム1612,タム1613）へ編入された。約9か月後の同年12月23日にタム300形1両（タム311→タ1372）の専用種別変更改造（濃硫酸→希硫酸）が行われ本形式へ編入された。以上本形式には3両の車が在籍したが同時に3両そろうことはなかった。
タム311は、1952年（大正12年）12月10日に新潟鐵工所にて製造されたリ2470形リ2476が1928年（昭和3年）5月の車両称号規程改正により、タム300形となった車である。
落成時の所有者は、三井鉱山（タ1370,タ1371）、日本曹達（タ1372）の2社でありその常備駅は日田彦山線の伊田駅（現・田川伊田駅）、磐越西線の大寺駅（現・磐梯町駅）であった。
車体色は黒色。種車形式が2形式に分かれるため寸法関係は一例（タ1370）として全長は7,302 mm、全幅は2,200 mm、全高は2,990 mm、軸距は3,500 mm、実容積は8.1 m3、自重は10.5 t、換算両数は積車2.4、空車1.2、最高運転速度は65 km/h であった。
1961年（昭和36年）6月19日にタ1372が廃車となり、同時に形式消滅となった。